# 4Lyn
4Lyn là một ban nhạc rock đến từ Hamburg, Đức. 4Lyn bắt đầu sự nghiệp của họ với tư cách là Headtrip vào năm 1995 khi còn là học sinh trung học. Họ đã thu âm các bản demo và chơi tại địa phương, và vào năm 2000, một buổi biểu diễn tại Lễ hội Ohrenschmaus ở Hamburg đã thu hút sự chú ý của họ từ các tuyển trạch viên của hãng. "4Lyn" là từ viết tắt của các loại; 4 là số thành viên ban nhạc, và LYN là viết tắt của "Loud Young Nobodies".
Họ phát hành đĩa hát đầu tay mang tên mình dưới nhãn đĩa Motor Music, một công ty con của của Universal Records vào năm 2001, và lưu diễn với Papa Roach, Thumb, Therapy?, Cosmotron và Dredg. Họ đã phát hành đĩa hát thứ hai, Neon tại Đan Mạch, sau đó lưu diễn khắp Trung Âu. Họ rời Motor Music để ký hợp đồng với Edel Music khi phát hành bản phát hành thứ ba, Take it as a Compliment, phát hành vào năm 2004. Năm 2005, họ viết một bài hát chủ đề mang tên "Go Sea Devils" cho Hamburg Sea Devils, một đội bóng đá địa phương. Năm 2007, album tự sáng tác của ban nhạc, Compadres ra đời.
Vào tháng 1 năm 2008, ban nhạc phát hành album Hello. Sau đó, như một món quà cho những người hâm mộ trung thành, ban nhạc đã phát hành một album trực tiếp, Live In Hamburg, và chỉ có thể được mua thông qua trang web chính thức của ban nhạc (đã ngừng hoạt động kể từ khi họ tan rã; và trang Facebook chính thức của ban nhạc đã được tiếp quản làm trang mạng chính).
Vào tháng 5 năm 2008, một tuyên bố trên trang web chính thức của ban nhạc đã xác nhận sự ra đi của Rene Knupper, người đã rời ban nhạc để theo đuổi "những trải nghiệm cuộc sống khác". Dennis Krüger sau đó gia nhập ban nhạc toàn thời gian với tư cách là tay guitar chính.
Album mới nhất của họ, Quasar được phát hành vào tháng 5 năm 2012.
Vào năm 2013, một tuyên bố được đăng bằng tiếng Đức trên trang web chính thức của ban nhạc đã xác nhận rằng ban nhạc đã quyết định chia tay vĩnh viễn. Ban nhạc đã chơi một số chương trình chia tay trong năm đó và thay đổi hình ảnh đại diện Facebook của họ thành biểu tượng ban nhạc với các số 1998–2013 bên dưới.

## Thành viên
Đội hình cuối cùng
- Sascha "Chino" Carrilho - trống (1995-2013)
- Björn Düßler - bass (1995-2013)
- Ron "Braz" Cazzato - giọng hát (1995-2013)
- Dennis Krüger - guitar (2008-2013)

Thành viên cũ
- Rene "Russo" Knupper (?-2008)
- Daniel Könnecke (?-1999)
- Benjamin "Kane Wikked" Eckebrecht (?-2001)
- Niels Twardawa (?-1998)

## Danh sách đĩa nhạc
Album
- 4Lyn (Motor Music, 2001)
- Neon (Motor Music, 2002)
- Take it as a Compliment (Edel Music, 2004) #45 (Germany Albums Top 50)[5]
- Compadres (Edel Music, 2005)
- Hello (Rodeostar, 2008)
- Live In Hamburg (Rodeostar, 2008)
- Quasar (Very Us, 2012)

DVD
- Take It as a Compliment/Live Compliments, Tour Edition (2004)
- Live in Hamburg (2008)
- The Good Life Period (2008)

Đĩa đơn
| Năm  | Tiêu đề                       | DE | Album                   |
| ---- | ----------------------------- | -- | ----------------------- |
| 2001 | "Whooo"                       | —  | LYN                     |
| 2001 | "Bahama Mama"                 | —  | LYN                     |
| 2001 | "Lyn"                         | 56 | LYN                     |
| 2001 | "Pure"                        | —  | LYN                     |
| 2002 | "Pearls & Beauty"             | 65 | Neon                    |
| 2002 | "Husky"                       | —  | Neon                    |
| 2002 | "Blitzkrieg Bop"              | —  | —                       |
| 2002 | "Whooo (Soccer Slam Version)" | 89 | —                       |
| 2004 | "Kisses Of A Strobelight"     | 98 | Take It As A Compliment |
| 2004 | "Matilda, Matilda"            | —  | Take It As A Compliment |
| 2005 | "Drrty Rokka"                 | —  | Compadres               |
| 2007 | "Hello (For You I'm Dying)"   | —  | Hello                   |
| 2007 | "Go, Sea Devils"              | —  | —                       |
| 2012 | "Club Exploitation"           | —  | Quasar                  |